# Aubonne (Frankrijk)
Aubonne is een gemeente in het Franse departement Doubs (regio Bourgogne-Franche-Comté) en telt 258 inwoners (2004). De plaats maakt deel uit van het arrondissement Pontarlier.

## Geografie
De oppervlakte van Aubonne bedraagt 14,8 km², de bevolkingsdichtheid is 17,4 inwoners per km².

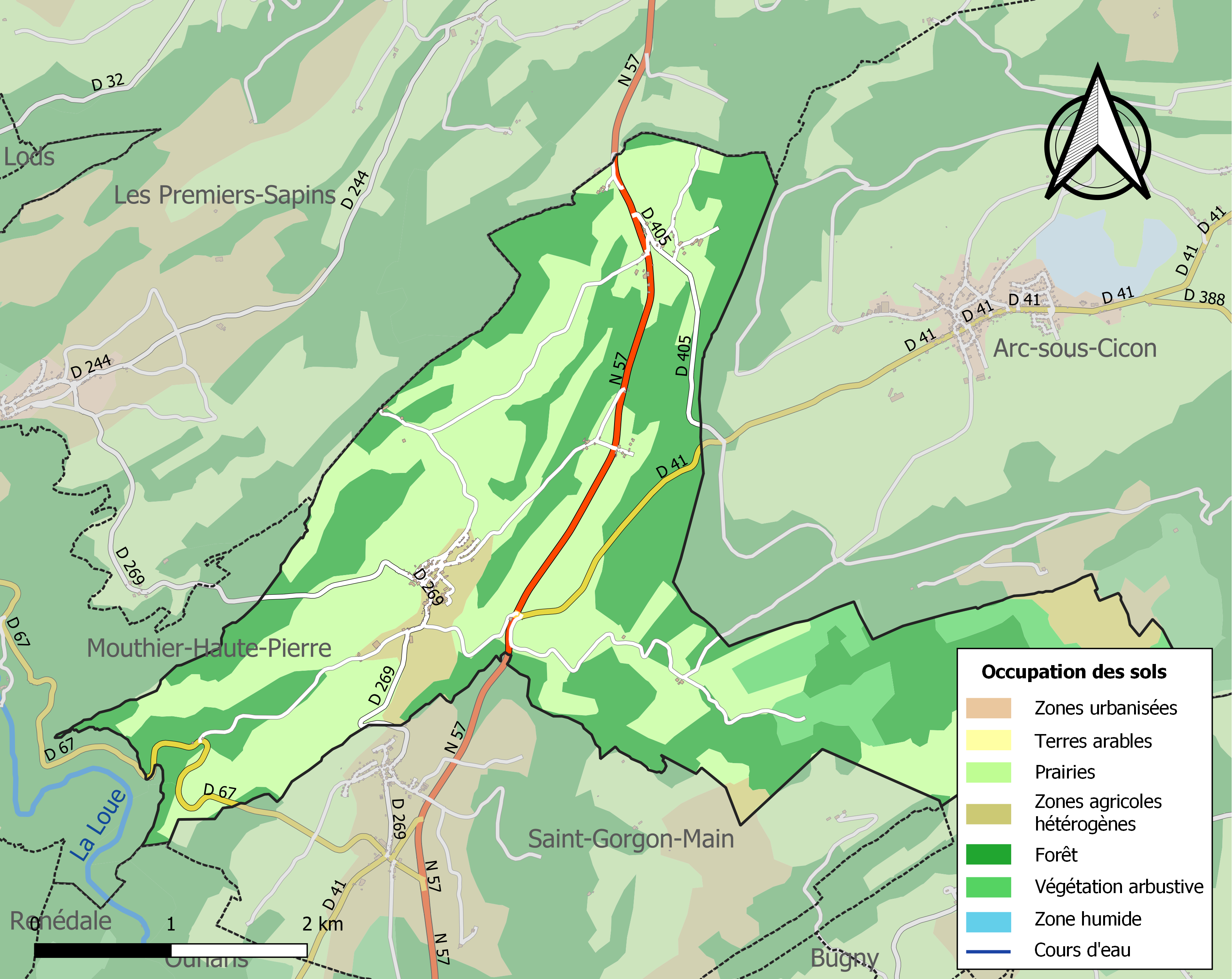
Kaart van de gemeente met de belangrijkste infrastructuur, bodemgebruik en omliggende gemeenten

## Demografie
Onderstaande figuur toont het verloop van het inwonertal (bron: INSEE-tellingen).